# Lil Peep
Gustav Elijah Åhr (Allentown (Pennsylvania), 1 november 1996 – Tucson (Arizona), 15 november 2017), beter bekend als Lil Peep, was een Amerikaanse zanger en rapper. Hij was een van de belangrijkste artiesten in de post-emo binnen de hiphop, die bekend kwam te staan als emo trap.

## Jeugd
Gustav Åhr werd geboren op 1 november 1996 in Pennsylvania en groeide op in Long Island, New York. Zijn ouders waren beiden afgestudeerd aan Harvard en scheidden toen hij een tiener was. Åhrs moeder was lerares en zijn vader was professor.
Åhr zat op de Long Beach High School in Lido Beach, New York, waar hij weinig naartoe ging, maar toch goede cijfers haalde. Hij stopte met zijn middelbare school en volgde online cursussen om toch zijn diploma te halen. Korte tijd later begon hij met het publiceren van zijn muziek op YouTube en SoundCloud.
Toen Åhr 17 was verhuisde hij naar Los Angeles om zijn muziekcarrière op te bouwen.

## Carrière

### Beginjaren (2015–2017)
In 2015 bracht Åhr zijn eerste mixtape, Lil Peep Part One, uit, die in de eerste week 4.000 keer beluisterd werd. Kort daarna kwamen zijn ep Feelz en zijn tweede mixtape Live Forever uit.
In 2016 bracht Åhr twee mixtapes uit, Crybaby en Hellboy.
In mei 2017 beschuldigde de band Mineral Åhr van auteursrechtenschending, omdat hij een sample uit hun nummer "LoveLetterTypewriter" in zijn nummer "Hollywood Dreaming" gebruikt had zonder hiervoor de rechten te verkrijgen. Åhr zei hierop dat hij alleen wat liefde voor het nummer wilde tonen met de sample.

### Come Over When You're Sober(2017)
Op 2 juni 2017 kondigde Åhr zijn debuutalbum, Come Over When You're Sober, aan via Instagram. Het album zou uitkomen op 11 augustus 2017. Na een korte vertraging kwam het uiteindelijk uit op 15 augustus 2017.
Åhr kondigde een tournee aan met Come Over When You're Sober om het album te promoten. De tour begon op 2 augustus 2017 en zou eindigen op 17 november 2017, maar stopte twee dagen eerder wegens zijn dood.

## Stijl
Lil Peep werd beschreven als een "SoundCloud rapper", en zijn muziekstijl wordt emo-hiphop, of "emo-trap", of lo-fi rap genoemd. Muziekcriticus Jon Caramanica van de New York Times noemde Åhr de Kurt Cobain van de lo-fi rap en beschreef zijn muziek als somber en in het bezit van een duivelse melodie. Åhrs muziek was voornamelijk afgeleid van Southern rap en het subgenre van rockmuziek post-hardcore. Åhr wilde graag de "Nieuwe Kurt Cobain" worden.
Åhrs muziek bevat thema's zoals zelfmoord, beëindigde relaties, drugsgebruik en hekserij. Hij werd door Steven J. Horowitz van het online magazine Pitchfork beschreven als de toekomst van de emo-muziek. Voor het uitgeven van zijn eerste album noemde Åhr David Bowie, Frank Ocean en Riff Raff als inspiratiebronnen. Andere muzikale invloeden waren onder andere Gucci Mane, Red Hot Chili Peppers, Crystal Castles, Seshollowaterboyz, Rozz Dyliams, My Chemical Romance en Panic! at the Disco. In zijn nummers zaten samples van artiesten zoals Brand New, Radiohead, Underoath, Avenged Sevenfold, Slayer, The Postal Service, MIAVA, Oasis en The Microphones.
Åhr kreeg een grote cult-fangroep en trad regelmatig op in uitverkochte zalen. Åhrs muziek, die werd beschreven als een fusie van hiphop en emo combineerde relatief onbekende hiphopstijlen met meer conventionele stijlen binnen de hiphop.

## Persoonlijk leven
In 2016 verhuisde Åhr van Skid Row naar zijn appartement in Echo Park in Los Angeles, waar hij het grootste deel van zijn muziek opnam. Åhr speelde trombone en tuba en had al op jonge leeftijd interesse in muziek en mode. Åhr gaf regelmatig aan verslaafd te zijn aan cocaïne, ecstasy en Xanax in zijn teksten en op sociale media, waar hij zichzelf omschreef als een "productieve junkie" en zijn publiek adviseerde om geen drugs te gebruiken. Åhr gaf in een Twitterpost in augustus 2017 aan biseksueel te zijn.

## Overlijden
Op 15 november 2017 werd Åhr dood aangetroffen in zijn tourbus, toen zijn manager hem kwam bezoeken ter voorbereiding op zijn optreden die avond in Tucson, Arizona. De reden van zijn dood is een overdosis aan fentanyl. De DEA is bezig met een onderzoek naar de Xanax-pillen, die waren aangelengd. Mogelijk was er kwade opzet in het spel. Åhr wist namelijk niet dat deze pillen fentanyl bevatten.
In een serie posts op Instagram in de uren voorafgaand aan zijn dood had Åhr aangegeven paddo's en marihuana gebruikt te hebben. In een ander bericht beweerde hij zes Xanax-pillen genomen te hebben, waarna hij een filmpje uploadde waarin te zien was hoe hij een pil in zijn mond stopte en vervolgens met een flesje medicijnen schudde. Een volgende post had de titel "When I die, you'll love me." (Als ik sterf zullen jullie van me houden). Uit onderzoek bleek dat Åhr is overleden aan een overdosis aan Fentanyl. Mogelijk waren de Xanax-pillen aangelengd met deze stof. De DEA is bezig met een onderzoek omtrent de pillen, namelijk wie deze pillen heeft geproduceerd en gegeven aan Åhr.
Veel artiesten brachten een hulde aan Åhr na diens dood. Onder hen waren: Lil Tracy, Juice WRLD, Diplo, Post Malone, Pete Wentz, Marshmello, Zane Lowe, ASAP Nast, Rich Brian, Riff Raff, Ty Dolla Sign, Lil B, Travis Barker, Lil Yachty, Lil Pump, iLoveMakonnen, Juicy J, Bella Thorne, Sam Smith, Mark Ronson, Charli XCX, El-P, Alice Glass, XXXTentacion en Smokepurpp.

## Geselecteerde discografie

### Albums
'Come Over When You're Sober, Pt. 1' (2017)
Met de nummers
- Benz Truck (гелик)
- Save That Shit
- Awful Things
- U Said
- Better Off (Dying)
- The Brightside
- Problems

```
'Come Over When You're Sober, Pt. 2' (2018)
```

Met de nummers
- Broken Smile (My All)
- Runaway
- Sex with My Ex
- Cry Alone
- Leanin'
- 16 Lines
- Life is Beautiful
- Hate Me
- IDGAF
- White Girl
- Fingers

```
'Everybody's Everything' (2019)
```

Met de nummers
- Liar
- Aquafina (featuring Rich the Kid)
- Ratchets (with Diplo and Lil Tracy)
- Fangirl (featuring Gab3)
- LA to London (featuring Gab3)
- Rockstarz (featuring Gab3)
- Text Me (featuring Era)
- Princess
- Moving On
- Belgium
- When I Lie
- I've Been Waiting (featuring ILoveMakonnen) (Original Version)
- Live Forever
- Ghost Boy
- Keep My Coo
- White Tee (featuring Lil Tracy)
- Cobain (featuring Lil Tracy)
- Witchblades (featuring Lil Tracy)
- Walk Away as the Door Slams (acoustic) (featuring Lil Tracy)

### Mixtapes
- Lil Peep Part One (2015)
- Live Forever (2015)
- Crybaby (2016)
- Hellboy (2016)
- Goth Angel Sinner (2019)

### Extended plays
- Feelz (2015)
- California Girls (2016)
- Teen Romance (2016)
- Vertigo (2016)
- Castles (met lil Tracy) (2016)
- Castles II (met lil Tracy) (2017)
- The Brightside (2016)

- Bibliothèque nationale de France: cb14214677g (data)
- Gemeinsame Normdatei: 1163815543
- International Standard Name Identifier: 0000 0004 6362 7847
- Library of Congress Control Number: no2019074376
- MusicBrainz: 92da4329-77a4-425c-8e92-4280110cace9
- Virtual International Authority File: 19151302864048662039
- WorldCat: E39PBJccctkgVFT63HKmhWg9Xd